# Omega Speedmaster

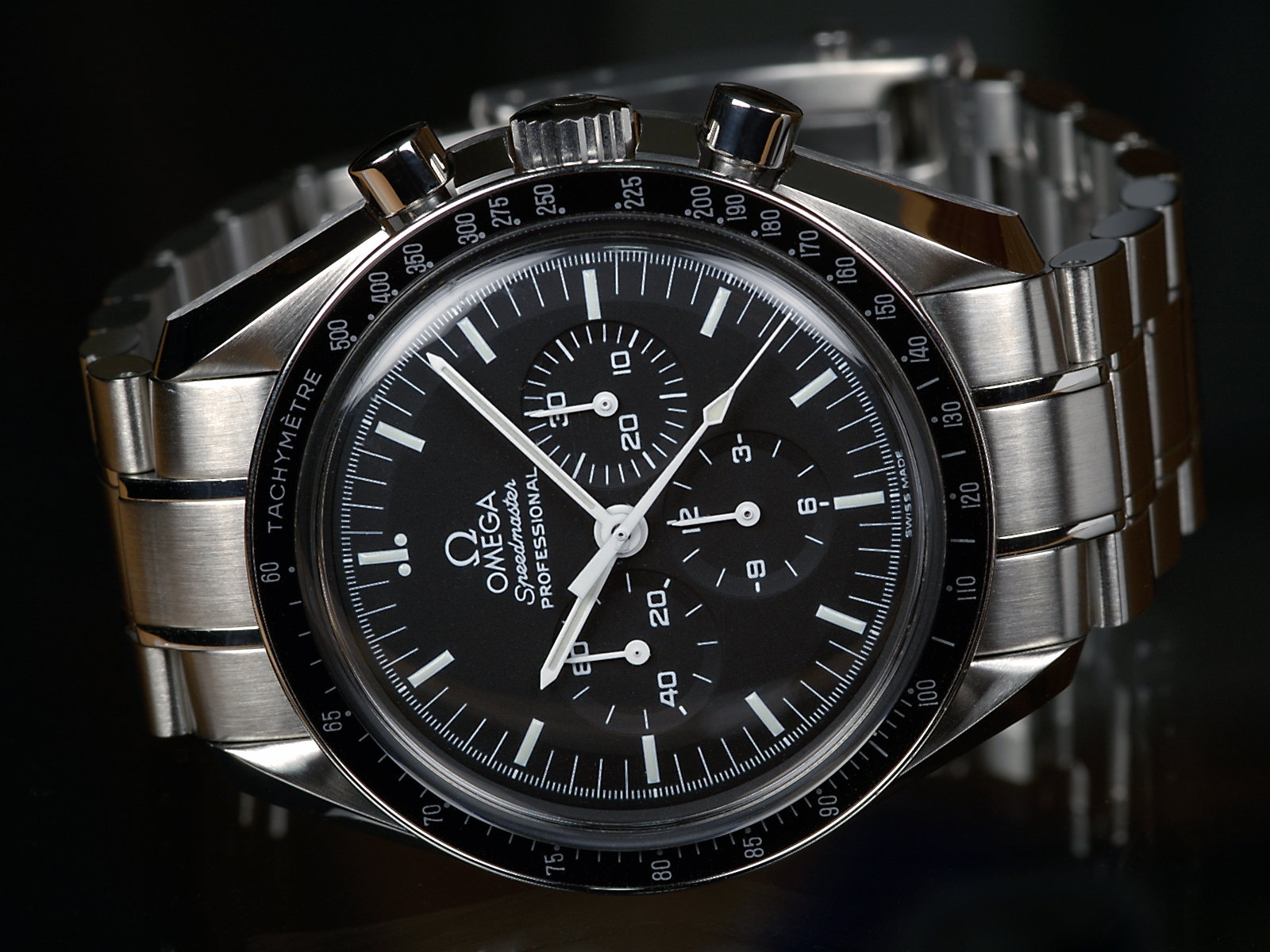
Omega Speedmaster Professional cal. 1861 Ref.3570.50.00

L'Omega Speedmaster Professional è un orologio sportivo da polso a carica manuale, prodotto a partire dal 1957 dall'azienda svizzera Omega.
È divenuto famoso per essere stato l'unico orologio da polso a superare i severi test effettuati dalla NASA, che necessitava di fornire agli astronauti del programma spaziale Apollo un cronografo affidabile. Così l'Omega Speedmaster cal.321 ref.105.012-65 indossato da Buzz Aldrin (Neil Armstrong lasciò il suo segnatempo a bordo del modulo di allunaggio a seguito della rottura del cronometro di bordo) divenne il primo orologio ad essere sbarcato sulla Luna.

## Storia
La storia dello Omega Speedmaster inizia nel 1943 quando Omega lancia il movimento "27 CHRO C12" dove CHRO sta per Cronografo, 27 il diametro in millimetri, e C12 per il contatore delle 12 ore. Il movimento è disegnato da Albert Piguet. Dal 1946 è disponibile con un sistema antiurto ed un bilanciere amagnetico. Il movimento viene battezzato "321", ed è montato in diversi tipi di cassa. La cassa dello Speedmaster viene disegnata negli anni cinquanta da Claude Baillod, con inizio della commercializzazione nel 1957.

## Speedmaster e le missioni spaziali

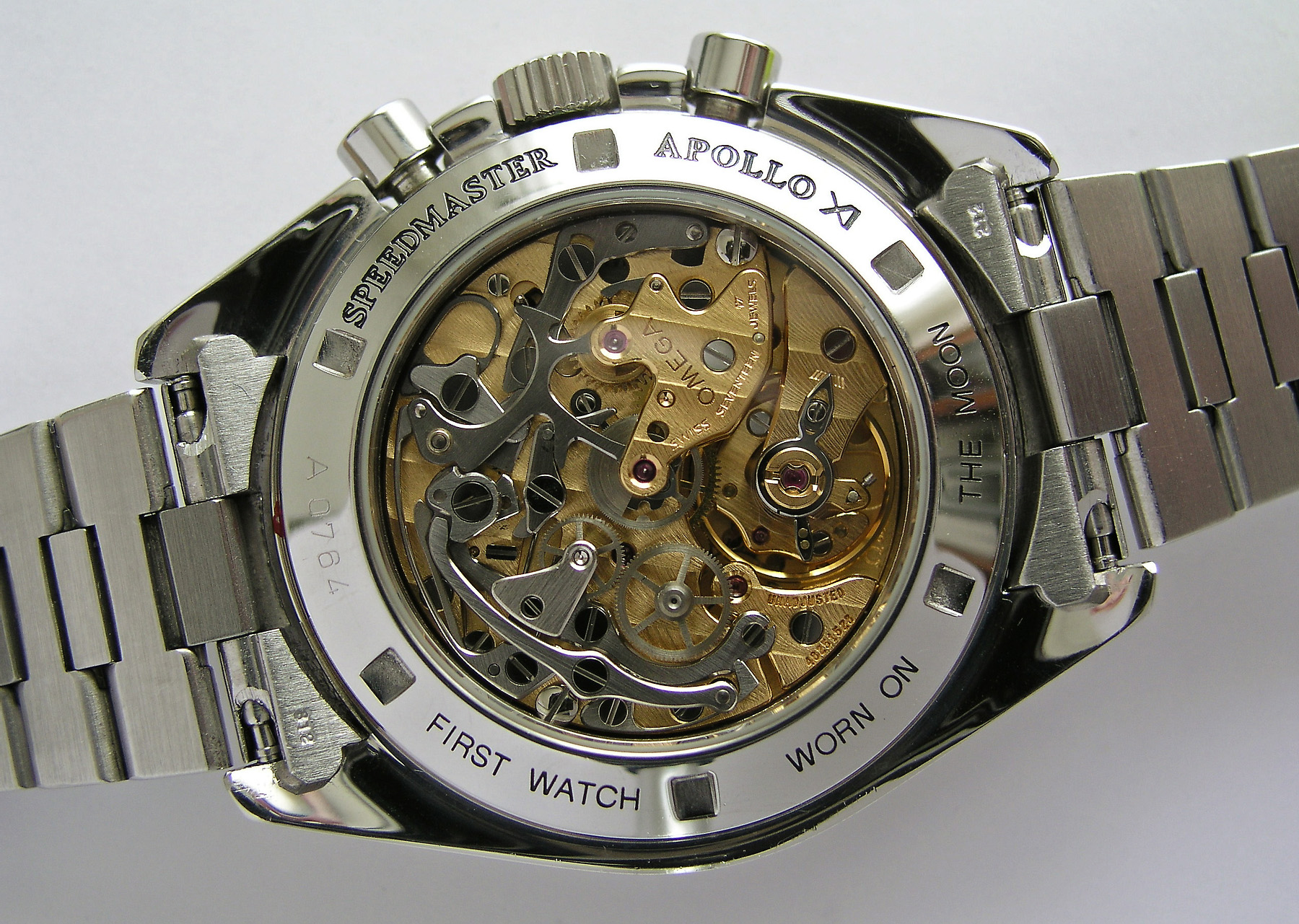
Omega Speedmaster variante fondo a vista in zaffiro. Esiste una serie Numbered ed una Unnumbered. La particolarità del fondo a vista rende queste versioni particolarmente ricercate.

Lo Speedmaster è stato testato per la prima volta nello spazio da Walter Schirra (Sigma 7 ottobre 1962). Non fu una scelta ufficiale della NASA, ma una personale di Schirra (CK2998 il secondo modello di Speedmaster).
L'orologio funzionò perfettamente e fu utilizzato come backup per l'orologio di bordo. Apparecchi di rilevamento a bordo della capsula Mercury interne al veicolo spaziale e orologi da polso non erano stati sottoposti a test specifici.
Nell'ultima missione Mercury, Gordon Cooper indossava i cronografi Omega e un Bulova Accutron Astronaut insieme, al fine di confrontare l'accuratezza del movimento manuale Omega e, l'innovativo, per quegli anni, Bulova elettronico. L'Omega è stato utilizzato per la sequenza di accensione dei razzi posteriori durante la fase di rientro.
Con i programmi Gemini e Apollo, gli astronauti avrebbero avuto bisogno anche di strumenti di cronometraggio da polso per aiutarli con le attività di EVA (Extra veicular activity), come passeggiate spaziali, esposizioni fotografiche sincronizzazione delle celle a combustibile. Tale strumento avrebbe dovuto essere in grado di operare nel vuoto dello spazio, dove vi sono violente variazioni di temperatura e pressione.

### Programma Gemini e i test della NASA
Nel 1962, la NASA decide di equipaggiare gli astronauti del suo futuro programma Gemini con un cronografo da polso estremamente accurato, leggibile, resistente e affidabile.
Donald K. Slayton, capo delle operazioni di equipaggio in volo, selezionò una serie di cronografi.
Ai fini del test di confronto, la NASA ha acquistato cronografi di marchi diversi da Corrigan, un grande rivenditore di Houston, in Texas: gli orologi acquistati furono i seguenti: Elgin, Benrus, Hamilton, Mido, Piccard, Omega, Bulova, Rolex, Longines e Gruen. Di questi, solo 3 sono stati selezionati per le prove di valutazione comparativa:
Longines, Omega e Rolex (movimento Omega: Omega 321, movimento Rolex: Valjoux 72, movimento Longines: Longines 13 ZN)
I test studiati dalla NASA consistevano in una serie di prove molto dure a cui ogni orologio doveva essere sottoposto per aver il riconoscimento flight qualified by nasa for all manned space mission.
1. Alte temperature: 48 ore alla temperatura di 71 °C, seguite da 30 minuti a 93 °C, il tutto a una pressione di 5,5 psia (pound per square inch o libbre per pollice quadrato, pari a 0,35 atmosfere) e con un'umidità relativa non superiore al 15%.
2. Basse temperature: Quattro ore alla temperatura di -18 °C.
3. Temperatura-pressione: La camera viene sottoposta alla pressione massima di 1,47 x 10^(-5) psia (10^(-6) atmosfere) e alla temperatura di 71 °C. La temperatura viene quindi abbassata a -18 °C nel giro di 45 minuti e portata nuovamente a 71 °C durante i 45 minuti successivi. Questa procedura viene ripetuta altre quindici volte.
4. Umidità relativa: Un totale di 240 ore a temperature comprese fra 20 e 71 °C, con un'umidità relativa pari a almeno il 95%. Il vapore acqueo utilizzato deve avere un pH compreso fra 6,5 e 7,5.
5. Atmosfera satura di ossigeno: L'orologio viene immesso per 48 ore in un'atmosfera costituita al 100% da ossigeno, alla pressione di 5,5 psia (0,35 atmosfere). Il test viene considerato non superato per valori al di fuori delle specifiche e dei limiti di tolleranza previsti, bruciature visibili, formazione di gas tossici, sprigionamento di odori acri, danneggiamento di giunti o lubrificanti. La temperatura ambientale viene mantenuta a 71 °C.
6. Prova d'urto: Sei urti da 40 G, della durata di 11 millisecondi ciascuno, in sei angolazioni diverse.
7. Accelerazione: L'orologio viene sottoposto, nel giro di 333 secondi, ad accelerazioni lineari di entità compresa fra 1 e 7,25 G, lungo un asse parallelo a quello longitudinale della navicella spaziale.
8. Decompressione: Novanta minuti alla pressione massima di 1,47 x 10^(-5) libbre psia (10^(-6) atmosfere) alla temperatura di 71 °C e 30 minuti alla temperatura di 93 °C.
9. Sovrappressione: L'orologio viene sottoposto alla pressione di 23,5 psia (1,6 atmosfere) per un periodo minimo di un'ora.
10. Vibrazioni: Tre cicli (laterale, orizzontale, verticale) di 30 minuti, a una frequenza di oscillazione variabile da 5 a 2.000 Hertz e di nuovo a 5 Hertz, il tutto nel giro di 15 minuti. L'accelerazione media per impulso non deve risultare inferiore a 8,8 G.
11. Rumore: 130 decibel in un range di frequenza compreso tra 40 e 10.000 Hertz, per una durata di 30 minuti

I risultati dei test furono i seguenti:
- Omega Speedmaster: acquisiti 21 minuti nel corso della prova di decompressione e persi 15 minuti durante la prova di accelerazione, la luminescenza del quadrante è stata persa durante il test.
- Rolex Daytona: smesso di funzionare in due occasioni durante la prova di umidità relativa e durante la prova ad alta pressione.
- Wittnauer Longines: cristallo deformato nel corso della prova ad alta pressione, stesso guasto si è verificato durante la prova di decompressione.

Conclusione finale: L'Omega Speedmaster supera i test ed equipaggerà quindi gli astronauti delle missioni Gemini e Apollo.

### Apollo 11
Il momento più memorabile della storia dello Speedmaster: il 20 luglio 1969 alle 02:56 GMT quando, dopo Neil Armstrong (che aveva lasciato il suo Speedmaster a bordo della navicella a seguito della rottura del cronografo di bordo) Buzz Aldrin sbarca sulla Luna, portando con sé l'Omega Speedmaster in dotazione. La missione Apollo 11 rappresenta una svolta storica, e lo Speedmaster diventa il primo orologio ad essere andato sulla Luna. Questa impresa memorabile gli vale un soprannome altrettanto memorabile: Moonwatch, l'orologio della Luna.

### Lo Speedmaster salva l'equipaggio dell'Apollo 13
L'11 aprile 1970 partì la missione NASA denominata Apollo 13, che avrebbe dovuto portare per la terza volta nella storia l'uomo sulla Luna. La missione divenne celebre a causa di un guasto tecnico che rese impossibile l'allunaggio e molto difficoltoso il rientro sulla terra dei tre membri dell'equipaggio. Si rese necessaria una correzione di traiettoria della navicella da effettuarsi mediante l'accensione del motore del modulo lunare per un determinato numero di secondi e senza l'ausilio delle attrezzature di bordo, che furono tenute spente a causa della penuria di energia conseguente al guasto tecnico riportato. Un errore nella misurazione del tempo di accensione del motore avrebbe provocato un'eccessiva accelerazione della navicella ed una deriva della stessa verso una rotta non corretta, ed i tre astronauti non sarebbero potuti rientrare sulla terra. La misurazione del tempo di accensione fu eseguita, dunque, utilizzando lo Speedmaster in dotazione ad uno dei tre membri dell'equipaggio, e l'operazione riuscì perfettamente. Quest'impresa fece guadagnare all'Omega lo "Snoopy Award", la massima onorificenza assegnata dagli astronauti della NASA. Nel 2003, Omega decide di lanciare una speciale versione celebrativa dello Speedmaster denominata "Eyes on the stars", e caratterizzata dell'emblema dello Snoopy Award riportato sul fondello e sul quadrante dei secondi. Lo Speedmaster "Eyes on the stars", meglio noto come Snoopy, è una delle versioni più ricercate dai collezionisti di tutto il mondo ed è stato prodotto in 5441 esemplari a ricordo della durata della missione (142 ore, 54 minuti e 41 secondi). L'orologio era equipaggiato con il classico calibro 1861 a carica manuale, presentava il vetro in Esalite e veniva fornito con una scatola celebrativa realizzata nello stesso tessuto delle tute degli astronauti. Al suo interno, anche una copia dell'onorificenza assegnata all'Omega.
A Baselworld 2015 è stata riproposta una successiva versione dello Snoopy Awards,  in edizione limitata a soli 1970 pezzi nel mondo. Solita cassa di 42 mm e solito movimento manuale cal 1861 . Tuttavia, tantissime le modifiche estetiche caratterizzano il Silver Snoopy 2015, a partire dalla inversione dei colori rispetto al modello originale. Infatti il quadrante è bianco e gli indici e lancette sono in nero laccato, dotati di forte effetto di luminescenza al buio.  Sul quadrante due scritte e un piccolo Snoopy disteso nel quadratino crono alle ore 9. La prima scritta dice " Failure is not an option" ed è  al centro del quadrante incastonata nella nuvola di pensiero dello Snoopy disteso, mentre l'altra:  "What could you do in 14 seconds"  è riportata lungo la linea curva serigrafata dei secondi che circonda il quadrante ed occupa appunto lo spazio dei primi 14 secondi. Ovvio il riferimento all'aver dovuto gli astronauti dell'Apollo 13 raddrizzare in esatti 14 secondi la direzione del modulo lunare, ormai senza controllo, facendo affidamento solo sul loro Omega Moonwatch in dotazione, un errore di calcolo non avrebbe più consentito di far rotta sulla terra. Il fondello di questo modello è impreziosito da una medaglia in argento con l'effige di Snoopy, realizzata a mano pezzo per pezzo, ognuno dunque diverso dall'altro, sottoposto ad uno strato lucido di protezione. Il cinturino è in cordura impunturata bianca con buckle deployante logata.  Luminiscenza molto particolare ed evidente non solo nel quadrante ma anche sulla lunetta tachimetrica, in ceramica su questa edizione limitata. Il vetro è in zaffiro e non in Esalite come nel primo Snoopy Awards.